# Army & Air Force Exchange Service
Army & Air Force Exchange Service (AAFES), tidigare Army Exchange Service (AES), är ett amerikanskt statligt företag som förser militära anläggningar, tillhörande USA:s armé och USA:s flygvapen, med varor och tjänster runt om i världen. Företaget äger och driver bland annat bensinstationer, biografer, hårfrisörer, klädaffärer, livsmedelsaffärer, optiker, restauranger, tandläkare och varuhus. Det har närvaro i samtliga 50 amerikanska delstater och fyra amerikanska territorier samt 30 länder världen över. Företaget var 2020 självfinansierad till 97%, de övriga tre procenten stod USA:s försvarsdepartement för och var endast transportkostnader för att kunna transportera varor och utrustning runt om i världen.
AAFES är direkt underställd USA:s arméminister och USA:s flygvapenminister, som har ansvar att ha tillsyn över företagets styrelse och företagets verksamhet.

## Historik
År 1889 beslutade USA:s krigsdepartement att amerikanska militära anläggningar skulle ha butiker som försåg soldater med varor och tjänster. Sex år senare inrättade krigsdepartementet förordningen General Orders No. 46, vilket gjorde att samtliga amerikanska militära anläggningar var tvungna att inrätta dessa. Butikerna var självständiga och behövde inte ha samma varor eller tjänster som andra butiker på andra militära anläggningar hade. Innan USA:s intåg i andra världskriget ville USA:s armé att omorganisera och inrätta ett centraliserat butikssystem. År 1941 grundade armén Army Exchange Service (AES) medan 1948 utvidgades butikssystemet till att även inkludera USA:s flygvapen och deras militära flygplatser. Den fick samtidigt sitt nuvarande namn. År 1991 fick även personer knutna till USA:s nationalgarde, Air Force Reserve Command och Army Reserve Command tillåtelse att bli kunder hos AAFES.
År 2019 publicerades det en rapport från USA:s försvarsdepartement om att eventuellt fusionera samtliga militära butikssystem tillsammans med Coast Guard Exchange (CGX) för att vara ett enda. Det skulle innebära att Army & Air Force Exchange Service, Marine Corps Exchange och Navy Exchange skulle slås ihop med CGX. Rapporten hävdade att det skulle spara mellan 700 miljoner och 1,3 miljarder amerikanska dollar de första fem åren och sedan 400–700 miljoner dollar årligen för varje efterföljande år. Den 4 april 2022 blev försvarsdepartementet dock beordrad av USA:s biträdande försvarsminister Kathleen Hicks om att alla planer om en eventuell fusion skulle skrotas. Den 12 april meddelade försvarsdepartementet att den eventuella fusionen skulle inte genomföras.